# I=U=WE : 序
《I=U=WE : 序》은 중국의 보이그룹 보이스토리의 연장 데뷔작으로, 5곡으로 구성된다..

## 발매 배경
2019년 3월 20일 보이스토리는 유튜브 채널에 새 미니 앨범에 대한 구성을 선공개했다. 자료를 첫 곡에서 TRUST  .에 2019년 5월 22일 그들은 이미 자신의 두 번째 노래를 구성如果( If)  .
1월 5일에는 두 번째 미니 앨범 I = U = WE : 序의 예고편이 공개됐다  .
드디어 2019년 12월 25일 회사 채널 JYP 엔터테인먼트에서 드디어 공개했으며, 미니 앨범 예고편은 2020년 1월 5일에 공개됐다 .
2020년 3월 23일에서 보이 스토리 공개 그의 노래 "에너지"미니 앨범에서 자신을 통해 당신 튜브 채널.

## 수록 내용
| #            | 제목                   | 작사         | 작곡                        | 재생 시간 |
| ------------ | ---------------------- | ------------ | --------------------------- | --------- |
| 1.           | 〈Intro: BOY STORY〉   | 보이스토리   | OBROS , Zomay, Real Fantasy | 2:18      |
| 2.           | 〈如果(Rú Guǒ)〉       | 보이스토리   | OBROS , Zomay, Real Fantasy | 3:28      |
| 3.           | 〈Energy〉             | 보이스토리   | OBROS , Zomay, Real Fantasy | 3:38      |
| 4.           | 〈序告白(Xù Gào Bái)〉 | 보이스토리   | OBROS , Zomay, Real Fantasy | 3:35      |
| 5.           | 〈彼此(Bǐ Cǐ)〉        | 보이스토리   | OBROS , Zomay, Real Fantasy | 2:19      |
| 총 재생 시간 | 총 재생 시간           | 총 재생 시간 | 총 재생 시간                | 18:00     |